# La alegría de la huerta
La alegría de la huerta es una zarzuela en un acto (género chico) y tres cuadros, ambientada en la huerta de Murcia con música de Federico Chueca y libreto de Enrique García Álvarez y Antonio Paso. Se estrenó el 20 de enero de 1900 en el Teatro Eslava de Madrid. 

## Personajes
| Personaje                      | Tesitura     | Reparto del estreno, 20 de enero de 1900 |
| ------------------------------ | ------------ | ---------------------------------------- |
| Carola, enamorada de Alegrías  | soprano      | Concha Segura                            |
| Angustias, gitanilla           | mezzosoprano | Srta. Miraules                           |
| Alegrías, enamorado de Carola. | tenor        | Sr. Gil                                  |
| Juan, pretendiente de Carola   | barítono     | Sr. Mariner                              |
| Un ciego, adosado a las beatas | barítono     | Sr. Angulo                               |
| Heriberto                      |              | José Riquelme                            |

## Argumento
El libreto trata un tema clásico: el amor entre dos personas que son víctimas de un matrimonio de conveniencia y como el amor triunfa en el último momento. Carola y Alegrías se conocen desde que nacieron y están enamorados, pero la familia de Carola anuncia su compromiso con Juan, hijo de un rico hacendado. La timidez de Juan obliga a Carola a tomar la decisión de rechazar el compromiso. El nombre de la zarzuela es un juego de palabras con el nombre del joven enamorado, Alegrías.

## Números musicales
- Acto único
  - Preludio (Orquesta)
  - Coro y Baile: "Arza gitana, mata las penas"
  - Canción de la Gitana: "La gitanilla viene hacia aquí"
  - Dúo de Carola y Alegrías: "Su voz oí"
  - Pasodoble (Orquesta)
  - Introducción, Ciego y Coro de Vendedores: "Una limonista para el pobre ciego"
  - Coro de beatas: "Qué sermón, que escuché"
  - Dúo de Carola y Juan: "¿Por qué estas triste paloma mia?"
  - Jota y Final: "¡Que feliz que voy a ser!"